# 朗卓·舒
朗卓‧舒（英語：Lorenzo Snow，1814年4月3日—1901年10月10日)，舊譯舒朗卓，為耶穌基督後期聖徒教會第5任總會會長，是教會在19世紀的最後一任總會會長，一生中曾在世界多地傳教，並以在其任內獲得關於什一奉獻的啟示聞名。朗卓‧舒也是鹽湖城聖殿的首任聖殿會長。
朗卓‧舒自幼有志從軍，但在歐柏林學院就讀時開始對宗教與神學產生興趣。1835年，其母蘿賽塔‧舒與其姐伊莉莎·舒加入耶穌基督後期聖徒教會，其後朗卓‧舒便隨伊莉莎搬至嘉德蘭，並在一間教會學校中學習希伯來文。1836年，朗卓‧舒正式受洗加入教會。1837年，朗卓‧舒開始在俄亥俄州傳教，隔年前往伊利諾州、肯塔基州、密蘇里州執行第二次傳教，1840年再前往英國傳教，並擔任倫敦地區的會長。1843年，朗卓‧舒帶領一群英國的歸信者移居伊利諾州納府，並在利馬的一所學校擔任教師。1844年，朗卓‧舒前往辛辛那提協助約瑟·斯密競選美國總統。
經歷一系列的迫害後，朗卓‧舒與其他聖徒在1846年離開納府，在愛荷華領地毗斯迦山屯墾區停留，直到1848年抵達鹽湖谷。1849年，朗卓‧舒被召喚為十二使徒，並奉派到義大利、馬爾他、瑞士法語區傳教，期間他也指派傳教士到印度服務。1853年，朗卓‧舒返回猶他，創立了教會男青年組織的前身，又轉往開墾百翰市。定居此地期間，他也曾短暫前往夏威夷群島、耶路撒冷周遭、美國西北部原住民聚落等地傳教。
1872年，朗卓‧舒當選為猶他領地議會主席。1888年，朗卓‧舒指示愛荷華州雷克斯堡的支聯會成立一間學院，即雷克斯學院（今楊百翰大學愛達荷分校）。1889年，朗卓‧舒繼任十二使徒定額組會長，並在1893年成為鹽湖城聖殿的首任聖殿會長。1898年，朗卓‧舒繼任惠福·伍成為教會總會會長，在其任期之初，成員對多重婚姻的存廢有許多不同意見，也因為多重婚姻的法律問題，造成教會面臨嚴重的財務困難。1899年，朗卓‧舒發表關於什一奉獻的啟示，解決了教會的經濟危機。1900年，朗卓‧舒再次確立了教會的總會會長繼承制度，新任的總會會長將是十二使徒定額組成員中資歷最深者，而非使徒中資歷最深者。